# Иовчук, Михаил Трифонович
Михаи́л Три́фонович Иовчу́к (6 [19] ноября 1908, д. Заужовье, ныне Кобринского района Брестской области — 9 января 1990, Москва) — советский философ

 и партийный деятель.
Член компартии с 1926 года, кандидат в члены ЦК КПСС (1971—1981). Депутат Верховного Совета СССР 2 созыва.
Специалист по истории русской философии, доктор философских наук, профессор, член-корреспондент АН СССР (1946). Иностранный член Болгарской АН (1972). Представитель александровской группы в советской философии.
Первый лауреат премии имени Г. В. Плеханова (1971).

## Биография
Окончил философское отделение Академии коммунистического воспитания имени Н. К. Крупской (1931). После окончания — аспирант Коммунистического университета преподавателей общественных наук. До 1933 г. также занимался в ИКПФ. В 1933—1936 годах — начальник политотдела совхоза в Белорусской ССР. В 1936—1939 годах руководил кафедрами диалектического материализма и марксизма-ленинизма в Московском химико-технологическом институте и Московской сельскохозяйственной академии. Подрабатывал в МИФЛИ. Кандидат философских наук, диссертация о философских и социально-политических взглядах В. Г. Белинского, защищена в 1938 г. в МИФЛИ.
В 1939—1941 годах находился на партийной работе в Исполкоме Коминтерна, в 1941—1947 годах — в Управлении пропаганды и агитации ЦК ВКП(б) (с 1944 года — заместитель начальника управления), также с 1943 года заведовал созданной по его инициативе кафедрой истории русской философии на философском факультете МГУ. Доктор философских наук (1946, диссертация «Из истории русской материалистической философии XVIII—XIX вв.»); «закрытая» защита проходила в Академии общественных наук при ЦК партии. С 4 декабря 1946 года — член-корреспондент Академии наук СССР по Отделению истории и философии (история философии).
В 1947—1949 годах — секретарь ЦК КП Беларуси по пропаганде и агитации, также работал в БГУ. В 1949—1970 годах вёл научно-преподавательскую работу в Уральском университете (в 1949—1953 годах заведовал кафедрой диалектического и исторического материализма), МГУ (в 1957—1963 заведовал кафедрой истории марксистско-ленинской философии на философском факультете), Институте философии АН СССР. В 1955 году, наряду с несколькими партийными идеологами, стал фигурантом сексуального скандала («дела гладиаторов»). В 1970—1977 годах — ректор АОН при ЦК КПСС.
Один из авторов «Истории философии» (тт. 1-5, 1957—1961).
Один из основателей свердловской философской школы. В 1971 году стал первым в истории лауреатом премии имени Г. В. Плеханова АН СССР «за работы „Г. В. Плеханов и его труды по истории философии“ (1960), и „Ленинизм, философские традиции и современность“ (1970)».
Похоронен на Введенском кладбище (23 уч.).
Сын Станислав (1933—2005) — экономист, дочь Нина (род. 1940) — психиатр, профессор МГППУ.

## Отзывы
Л. Н. Коган:

 О Иовчуке нельзя судить однозначно негативно. 
Г. С. Батыгин и И. Ф. Девятко:

 М. Т. Иовчук работал секретарём по идеологии ЦК Компартии Белоруссии. Его назначили туда после снятия с должности заместителя начальника Управления пропаганды, где он оставил о себе, как сказано в одном из писем в ЦК, печальную память. В отличие от удобной московской жизни, в Минске преобладали суровые нравы. Автор письма назвал Иовчука «зазнавшимся, зарвавшимся и обнаглевшим партбюрократом», «прощелыгой, матёрым спецом по устройству личного благополучия», «завзятым авантюристом, до дна использовавшим свой высокий партийный пост для своих низких и корыстных целей». Говорилось о том, «как ловко Иовчук в недельный срок заработал звание профессора, доктора и влез в члены-корреспонденты Академии наук СССР», что все его статьи писались подчинёнными, диссертация сфабрикована, жена ходит в бриллиантах и золоте. 
В. В. Соколов :

 Иовчук был оратор хороший, и на этом он сделал карьеру, а как философ он совершенно ничего собой не представлял. Западной истории философии он не знал совершенно, потому и русскую трактовал дубово. 
А. В. Гулыга :

 …всюду видел отклонения от марксизма, требовал расправ, всюду громил буржуазную идеологию, с трудом выговаривая слово «экзистенциализм». 
Критическое отношение научной общественности к Иовчуку нашло отношение в анонимной эпиграмме, бытовавшей на рубеже 1950-х – 1960-х гг.:
«Абсолютная идея
Совершила полный круг:
Вместо Канта Федосеев,
Вместо Фихте Иовчук».

## Награды
- орден Ленина (30.12.1948)
- орден Октябрьской Революции (1975)
- 2 ордена Трудового Красного Знамени (1945; 27.03.1954)
- орден Дружбы народов (20.11.1978)
- орден Красной Звезды (20.04.1944)
- орден «Знак Почёта» (12.12.1968)
- медали

## Основные работы

### Монографии
- Белинский. Его философские и социально-политические взгляды. М., 1939. 192 с.
- Развитие материалистической философии в России в XVIII—XIX веках. М., 1940.
- Васецкий Г., Иовчук М. Очерки по истории русского материализма XVIII—XIX вв. М., 1942. 274 [2]с.
- Философские и социологические взгляды Н. П. Огарева. М., 1957. 115 с.
- История философии как наука, её предмет, метод и значение. М., 1960.
- Г. В. Плеханов и его труды по истории философии. М., 1960. 316 с.
- Краткий очерк истории философии. М., 1960 (совм. с Т. И. Ойзерманом и И. Я. Щипановым)
- Из истории марксистско-ленинской философии после Второй мировой войны. М., 1961 (редактор)
- Против современной буржуазной философии. М., 1963 (редактор)
- Марксистско-ленинская философия и социология в СССР и европейских социалистических странах. М., 1965 (редактор);
- Ленинизм, философские традиции и современность. М., 1970.
- Ленинизм и современные проблемы историко-философской науки. М., 1970 (редактор).
- Теоретическое наследие В. И. Ленина и современная философская наука. М., 1974 (редактор).
- Иовчук М. Т., Курбатова И. Н. Плеханов. М., 1977 (Жизнь замечательных людей).

### Статьи
- Классики русской философии XIX века (Белинский, Герцен, Чернышевский, Добролюбов) // «Большевик». № 12, 1944 С.16-29
- Философские и социально-политические взгляды Н. А. Добролюбова // «Большевик», 1945. № 2.
- Основные этапы и особенности развития русской философии // Вестник АН СССР. 1946. № 10.
- Г. В. Плеханов и вопросы истории русской философии // Вестник Московского университета. Серия экономики, философии и права. 1956. № 2. С. 15-33.
- Иовчук М. Т., Суворов Л. Н. Основные вехи развития в СССР истории философии как науки // Философские науки. 1958. № 1. С. 34-51.
- Взаимосвязь истории философии и истории науки в трактовке советской историко-философской науки // Философские науки. 1972. № 1.
- О роли историко-философской науки в системе образования // Философские науки. 1973. № 2.
- Г. В. Плеханов — трибун воинствующего материализма // Философско-литературное наследие Г. В. Плеханова. Т. 1. М., 1973. С. 8-22.
- Особенности идеологической борьбы на современном этапе международного развития и возрастание роли марксистско-ленинского мировоззрения // Вопросы научного атеизма. Вып. 16 / Редкол. А. Ф. Окулов (отв. ред.); Акад. обществ. наук ЦК КПСС. Ин-т научного атеизма. — М.: Мысль, 1974. — С. 13—32. — 358 с. — 18 300 экз.
- Иовчук М. Т., Мамедов Ш. Ф. Проблемы исследования истории философской и общественно-политической мысли в Средней Азии и Казахстане. // Вопросы философии. 1978. № 11.